# Prieuré de Domène
Le prieuré Saint-Pierre et Saint-Paul de Domène est un ancien prieuré bénédictin situé à Domène, dans l'Isère, en France. Fondé dans la première moitié du XIe siècle, il est placé sous le vocable des saints Pierre et Paul.

## Historique

### Fondation
Selon un acte daté aux environs de l'année 1027, Aynard/Ainard, seigneur de Domène, et sa femme (Ego Aynardus et uxor mea Fecema) font un don de l'église Saint-Georges de Domène à l'abbaye bourguignonne de Cluny,,. Il est construit à proximité du château seigneurial (iusta castrum quod vocatur Domina),. Il est situé sur la rive droite de la vallée de l'Isère, à proximité d'un axe de communication important. Au cours de cette même année, Aynard/Ainard de Domène et son épouse, associés également à Rodolphe, dit futur évêque de Gap, Gention, Vuigon et Aténulfe, donnent une serve du nom de Beameïa,.
L'année 1027 est ainsi considérée comme la fondation du prieuré,,. L'acte provenant du cartulaire de Domène donne en effet comme référence de datation la 25e année du règne du roi Rodolphe III de Bourgogne, ce qui correspond à la période située entre octobre 1027 et octobre 1028,.
Cette donation comprend notamment « des dépendances, une vigne avec jardin, une condamine entre l'Isère et le Doménon, un pré et à Sainte-Hélène la moitié d'un pêcheur. »
Le nouveau prieuré est placé « sous le patronage des domini de Domène » dont l'un des siens devient le prieur.
Le médiéviste Laurent Ripart analyse cette création comme « la conséquence de l’affirmation des nouvelles familles seigneuriales dans le contexte porteur du début du XIe siècle. »
L'église prieuriale est consacrée aux saints Pierre et Paul, en octobre 1058, par l'archevêque de Vienne, Léger,. Cet évènement semble suffisamment marquant pour que l'archevêque soit assisté par Ebbon, archevêque de Tarentaise, Viminien, archevêque d'Embrun, ainsi que Artaud, évêque de Grenoble,.
Il est à noter que le cartulaire de Domène débute par cet acte de consécration, estimée entre 1057 ou 1058. Laurent Ripart relève ainsi qu'il prend la valeur de « charte de fondation »

### Période médiévale
Aynard/Ainard de Domène, vers 1030, poursuit ses donations auprès du prieuré afin que « ses proches et les étrangers » agissent de même. Avec l'accord de sa femme et ses fils, Ponce, Ainard, Rodulfe, Pierre, il donne un manse situé à Monteymont (Mons Aymonis), actuel commune de Saint-Mury-Monteymond.
En 1247, ne pouvant résister au développement de la puissance delphinale, Pierre et Guigues Ainard échangent l'ensemble de leurs biens sur la rive gauche de l'Isère contre la terre de Savel, en Matheysine, abandonnant définitivement Domène pour se resserrer autour de leurs possessions de Monteynard, dont ils prennent le nom.
Les Ainard ne se désintéressèrent pas cependant de leur fondation puisqu'au XIVe siècle et XVe siècle, ils continuent à se faire inhumer, comme leurs ancêtres, dans l'église prieurale de Domène et à pourvoir le prieuré des revenus nécessaires à des cérémonies funéraires somptueuses.

### Période contemporaine
À la suite de la décadence de la vie religieuse aux XVIIe et XVIIIe siècles, le prieuré connaitra un abandon total de ses bâtiments jusqu'à leur vente, excepté l'église, au titre des Biens Nationaux pendant la Révolution. En 1839 les vestiges sont rachetés par la famille de Monteynard, descendante des fondateurs du XIe siècle. 
Les ruines du prieuré font l'objet d’un classement au titre des monuments historiques depuis le 1er juin 1943.
Crée en 1986, l'association de Sauvegarde du Patrimoine Doménois prend soin des ruines et organise quelques visites. 